# Вольт (мультфільм)
«Во́льт» (англ. «Bolt») — американський комп'ютерний анімаційний комедійний повнометражний фільм 2008 року студії Walt Disney Feature Animation. Режисери проєкту — Кріс Вілльямс і Байрон Говард.
В Україні мультфільм вперше було показано 18 грудня 2008 року.

## Сюжет
Мультфільм починається з того, що дівчинка Пенні придбала собі песика. Через 5 років вона із своїм улюбленцем Вольтом знімається в телесеріалі, за сюжетом якого пес постійно рятує життя дівчинці від лиходія Зеленоокого за допомогою своїх супер-сил. Та сам Вольт не усвідомлює, що може пропалювати перешкоди очима й відганяти злодіїв своїм гавканням тільки на зйомках. Пенні хотіла провести з Вольтом час вдома, та за сюжетом він мав думати, що дівчинку викрали, тому собаку зачинили в трейлері. Почувши запис голосу своєї хазяйки по телебаченню, цуцик вибрався з трейлера й випадково потрапив у коробку, яку доставили до іншого кутку країни. Спочатку він не розумів, що з ним трапилося і чому він втратив свої супер-сили. Він почав шукати кішку, що була асистенткою лиходія в серіалі, і голуби показали йому кішку, що знали — Маркізу. Погрожуючи життю киці, Вольт змусив її показати, де тримають Пенні. Маркіза зрозуміла, що Вольт знімається на телебаченні, тому показувала йому, як дістатися до Голлівуду.
По дорозі до них приєднався палкий прихильник серіалу «Вольт» хом'як Бугай. Утрьох вони встряли в чимало халеп, та з часом наблизилися до потрібної мети.
Вольт переконався, що його надзвичайні сили кудись зникли, і Маркіза пояснила йому, що його знімають на телебаченні, і насправді він звичайний пес. Вольта це дуже засмутило, та кішка навчила його бути просто собакою — гратися з палкою, закопувати кістки, висовувати голову в вікно під час руху транспорту і так далі. Далі Маркіза запропонувала йому залишитися жити на вулиці разом, та Вольт пояснив, що мусить повернутися до своєї любої хазяйки Пенні. Маркіза ж розповіла йому, що всі люди однакові, і одного дня Пенні може викинути його без причини, як це сталося з самою кицькою. Та Вольт залишився вірним Пенні й вирушив далі на самоті. Побачивши це, Бугай вирішив наздогнати його, адже друзі пізнаються в біді. І Маркіза підтримала його.
Для зйомок серіалу в той час знайшли нового цуцика, як дві краплі води схожого на попереднього. Вольт, повернувшись на студію, побачив, як Пенні грається з новим песиком, та не помітив, що це була зйомка серіалу. А Маркіза відмітила, як дівчинка сумує без свого улюбленця, тому умовила Вольта повернутися до неї.
Новий песик не слухався режисера зйомок, тому ненароком розпалив пожежу на знімальному майданчику. Пенні опинилася в справжній небезпеці, та Вольт почув її та встиг врятувати від вогню.
Після цього Пенні замінили в серіалі. І дівчинка продовжила мирне життя з мамою і своїми тваринками — Вольтом, Маркізою і Бугаєм.

## Саундтрек
Автор оригінальної музики до мультфільму — композитор Джон Павелл.
| #   | Назва                                                                                          | Тривалість |
| --- | ---------------------------------------------------------------------------------------------- | ---------- |
| 1.  | «Я думав, що втратив тебе / I Thought I Lost You (у виконанні Джона Траволти та Майлі Сайрус)» | 3:36       |
| 2.  | «Гавкати на місяць / Barking at the Moon(у виконанні Дженні Льюїс)»                            | 3:17       |
| 3.  | «Зустрічайте - Вольт / Meet Bolt»                                                              | 1:49       |
| 4.  | «Вольт трансформується / Bolt Transforms»                                                      | 1:00       |
| 5.  | «Переслідування на скутерах / Scooter Chase»                                                   | 2:29       |
| 6.  | «Нью-Йорк / New York»                                                                          | 1:44       |
| 7.  | «Зустрічайте - Маркіза / Meet Mittens»                                                         | 1:25       |
| 8.  | «Парк / The RV Park»                                                                           | 2:14       |
| 9.  | «Швидкий потяг / A Fast Train»                                                                 | 2:38       |
| 10. | «Де ти був на день святого Ріно? / Where Were You on St. Rhino's Day?»                         | 1:58       |
| 11. | «Соло Ріно / Sing-Along Rhino»                                                                 | 0:42       |
| 12. | «Порятунок Маркізи / Saving Mittens»                                                           | 1:02       |
| 13. | «Будинок на колісах / House on Wheels»                                                         | 3:07       |
| 14. | «Лас Веґас / Las Vegas»                                                                        | 2:01       |
| 15. | «Друг у біді / A Friend in Need»                                                               | 1:13       |
| 16. | «Порятунок Пенні / Rescuing Penny»                                                             | 3:09       |
| 17. | «"Супер-гавк" у реальному житті / A Real Life Superbark»                                       | 0:46       |
| 18. | «Неймовірне телебачення / Unbelievable TV»                                                     | 1:20       |
| 19. | «Нарешті вдома; Гавкати на місяць / Home at Last/Barking at the Moon (Reprise)»                | 1:29       |

## Касові збори
Бюджет мультфільму становить $150 млн. В США він отримав $114,053,579, за кордоном — $195,926,075 (загалом — $309,979,654).

## Нагороди
- 2008 — номінація на премію «Оскар» за найкращий анімаційний фільм року
- 2008 — номінація на премію «Золотий глобус» за найкращий анімаційний фільм року

## Кінокритика
На сайті «Українська правда Життя» Ігор Грабович назвав мультфільм «першою ластівкою до реабілітації студії „Волта Діснея“, яка впродовж останніх двадцяти років втратила ініціативу у світі анімації», серед плюсів проєкту відмітивши відсутність жартів на сексуальну тематику. Серед мінусів, порівнюючи з мультфільмом «Воллі» — «Вольту» не вистачає послідовної та переконливої концепції, з мультфільмом «Рататуй» — новаторства.
На сайті Rotten Tomatoes мультфільм отримав оцінку в 88 % (153 схвальних відгуків і 20 несхвальних).
На сайті Metacritic «Вольт» отримав рейтинг у 67 бали 29-ма критичними відгуками.

## Український дубляж
Українською мовою фільм дубльовано на студії «Le Doyen» на замовлення «Disney Character Voices International» у 2008 році.
- Перекладач і автор синхронного тексту: Федір Сидорук
- Режисер дубляжу: Ольга Фокіна
- Пісня «Дім мій там, де ти» виконує Ольга Нека
- Текст пісні: Ганна Пащенко
- Музичний керівник: Ігор Стецюк
- Творчий консультант: Mariusz Arno Jaworowski
- Мікс-студія: Shepperton International

| Персонаж (оригінальне ім'я) | Оригінальне озвучення         | Український дубляж            |
| --------------------------- | ----------------------------- | ----------------------------- |
| Вольт (Bolt)                | Джон Траволта                 | Остап Ступка                  |
| Пенні (Penny)               | Майлі Сайрус Хлоя Грейс Морец | Анастасія Жарнікова-Зіновенко |
| Маркіза (Mittens)           | С'юзі Ессман                  | Ірма Вітовська                |
| Бугай (Rhino)               | Марк Волтон                   | Максим Неліпа                 |
| Доктор Каліко (Dr. Calico)  | Малкольм МакДавелл            | Валерій Легін                 |
| Блейк (Blake)               | Нік Свардсон                  |                               |
| Кіт-ветеран (Veteran Cat)   | Дідріх Бадер                  |                               |
| Головоріз (Thug)            | Ренді Севідж                  |                               |
| Режисер (The Director)      | Джеймс Ліптон                 | Андрій Твердак                |

А також: Володимир Кокотунов, Олександр Шевчук, Наталя Поліщук, Єлизавета Зіновенко, Лідія Муращенко, Микола Боклан, Юрій Ребрик, Михайло Жонін, Дмитро Завадський, Григорій Герман, Ліліана Ребрик, Володимир Ніколаєнко, Анатолій Пашнін.